# Gmina Motala
Gmina Motala (szw. Motala kommun) – gmina w Szwecji, w regionie Östergötland, z siedzibą w Motala.
Pod względem zaludnienia Motala jest 48. gminą w Szwecji. Zamieszkuje ją 42 062 osób, z czego 50,2% to kobiety (21 115) i 49,8% to mężczyźni (20 947). W gminie zameldowanych jest 1448 cudzoziemców. Na każdy kilometr kwadratowy przypada 42,56 mieszkańca. Pod względem wielkości gmina zajmuje 106. miejsce.